# Fontanes (Lozère)
Fontanes is een plaats en voormalige gemeente in het Franse departement Lozère in de regio Occitanie en telt 110 inwoners (2009). De plaats maakt deel uit van het arrondissement Mende.

## Geschiedenis
Op 1 januari 2016 fuseerde Fontanes met de gemeente Naussac tot de gemeente Naussac-Fontanes. 

## Geografie
De oppervlakte van Fontanes bedraagt 10,9 km², de bevolkingsdichtheid is dus 10,1 inwoners per km².
De onderstaande kaart toont de ligging van Fontanes (Lozère) met de belangrijkste infrastructuur en aangrenzende gemeenten.

## Demografie
Onderstaande figuur toont het verloop van het inwonertal.